# Estadio Louis Armstrong
El Estadio Louis Armstrong es un estadio de tenis con capacidad para 14,000 asientos en el Centro Nacional de Tenis Billie Jean King de la USTA en la ciudad de Nueva York, es una de las sedes del US Open. Se inauguró para el US Open del 2018 como reemplazo del estadio que estuvo vigente cerca de 4 décadas que tenía el mismo nombre. Lleva el nombre del músico de jazz Louis Armstrong, que vivió cerca hasta su muerte en 1971.

## Historia

### Construcción
El antiguo estadio Louis Armstrong fue demolido después del US Open de 2016. Para el torneo de 2017, mientras la construcción del nuevo estadio aún estaba en curso, se construyó un estadio temporal de 8800 asientos en el lugar de la boletería demolida y la entrada de East Gate, en el estacionamiento B, cerca de la rampa del paseo marítimo hacia el metro y trenes LIRR.

### Apertura
El estadio fue inaugurado el 22 de agosto de 2018, cuando John y Patrick McEnroe jugaron una exhibición contra James Blake y Michael Chang. El primer partido oficial se disputó durante el US Open el 27 de agosto del 2018 entre Simona Halep y Kaia Kanepi. Kanepi ganó en dos sets, que fue la primera vez que una WTA No. 1 perdió en la primera ronda del US Open.

## Características
El estadio tiene un techo retráctil, el más grande de su tipo entre los estadios No. 2 en las sedes de Grand Slam. En el momento de su apertura, era la decimotercera sede de tenis más grande del mundo (según la capacidad). Es el primer estadio de tenis en tener techo y ventilación natural. Los diseñadores dicen que el material de terracota se relaciona contextualmente con los edificios de ladrillo tradicionales en el sitio mientras usa el material de una manera nueva.
El estadio tiene dos niveles: el tazón inferior tiene 6400 asientos reservados y el tazón superior en voladizo tiene más de 7000 asientos no reservados.